# 友国晴子
友国 晴子（ともくに はるこ、旧字：友國睛子　安政5年2月7日（1858年3月21日）- 大正14年（1925年）10月26日）は、日本の明治から大正期にかけて活躍した教育者。女子教育の先覚者で、生涯を女子教育の振興にささげ、親和中学校・親和女子高等学校の基礎を築いた。摂津国八部郡東須磨村（現在の兵庫県神戸市須磨区）出身。

## 略歴
代々庄屋をつとめる大地主の豪農の家に生まれる。祖父甚左衛門は和漢の学に通じ、俳諧にも造詣が深かった。
8歳ごろから7歳年上の姉いわと一緒に村内の儒者であり医師でもある小松春徳の私塾に通った。祖父の影響を受けたのか晴子は学問好きになり、男子と一緒に実語教・童子教などの教科書をスラスラと読み上げたと伝えられている。
しかし、11歳の時に父が急死し、女性が学問をすることに否定的な祖母ふさに育てられるようになると塾通いは禁止となり、小松春徳夫人に裁縫を教わりながら別室での春徳の講義を聞いていた。
18歳の時、祖父の友人であった神戸の眼科医佐伯養順に目の治療を受けた際、佐伯医師は晴子が学問好きなのを知り、治療が終わると漢書や理科、歴史などを数か月間教えた。
明治14年(1881年）、祖母が亡くなり、姉のいわが後を受けて戸主となった。祖母の死を機に晴子の学問への思いを遂げさせるため、佐伯医師の知人の神戸の橋本菊子に、女子にも教育が必要であると姉いわを説得させ、ようやく晴子の学問への道が開き、同年4月、堺女紅場（現・大阪府立泉陽高等学校）に入学した。
明治17年(1884年）3月、同校を卒業。成績優秀であった晴子は卒業と同時に同校の南分教場に教師として勤めた。
明治21年(1888年）2月、佐伯養順より、明治20年(1887年)に神戸元町に開校された親和女学校の教師となるよう依頼があったので、同校教師となった。
しかし明治24年（1891年）、同校は閉校となり、晴子は上京して共立女子職業学校で学んだ。
明治25年（1892年）9月、晴子は帰郷し、私学開校の思いを実現させるために、姉いわから資金を得て、神戸市下山手6丁目にあった約30坪の廃寺の跡に再び親和女学校を開校した。朴泳孝の娘である朴妙玉は、同校の最初の外国人女生徒であり卒業生である。
開校時、わずか2名だった生徒は明治28年（1895年）には39名になり、神戸市下山手7丁目に仮校舎を建築、その後生徒数の増加に伴い相次いで新校舎を建てていった。
明治43年（1910年）、晴子の実家の個人経営であった親和女学校を財団法人に変えることとし、財団法人親和高等女学校を発足させた。翌明治44年（1911年）3月には実科高等女学校も併設させるなど学校の発展に尽した。

## 栄典
- 藍綬褒章 - 1916年（大正5年）2月12日[13]